# (7897) Богушка
(7897) Богушка (чеш. Bohuška) — астероид главного пояса, который был открыт 12 марта 1995 года чешским астрономом Ленкой Котковой в обсерватории Ондржеёв. Назван в честь матери первооткрывательницы Богумилы Шауроновой (Богушка — уменьшительная форма имени Богумила).

Орбита астероида Богушка и его положение в Солнечной системе

Тиссеранов параметр относительно Юпитера — 3,195. 